# Detze
Detze ist eine Insel im Fluss Havel. Sie liegt zwischen den Orten Pritzerbe und Bahnitz. Nahe der Insel befindet sich die Kahnschleuse Bahnitz bzw. deren Wehr.